# Монгольські обладунки

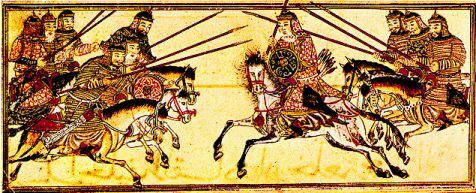
Монгольська важка кавалерія (перська мініатюра)

Монгольські обладунки, також хуяг (тиляги, куяк) — загальна назва монгольських обладунків з твердих матеріалів (найчастіше — заліза). Монгольські обладунки мали ламеллярную, ламінарний або комбіовану структуру.
В епоху Золотої Орди на Русі слово хуяг широко застосовувалося в якості найменування обладунків монгольського типу, пізніше це слово було облагозвучено в російській в куяк як найменування бригантин східного типу. Сучасні історики використовують його для назви монгольських обладунків.
Варіанти:
- Хуяг — загальне слово для позначення панцира.
- Хатагу дегел — халат з м'яких матеріалів, міг посилюватися елементами типу зерцала, наплічників і тому подібне. Варіант вимови — «Хатангу деел».
- Хуус хуяг — з шкіряних пластин, мав аналоги в Тибеті і Китаї.
- Ілчірбіліг хуяг — кольчужний панцир. Можливо, слово «ілчірбегін» — тюркського походження.
- Чарга — м'який панцир з органічних матеріалів (шкіри, хутра). Часто носився спільно з більш надійним панциром.
- Худесуту хуяг — ламеллярний або ламінарний обладунок. Класифікація зустрічається різна. Часто зображується на перських, китайських і японських мініатюрах.

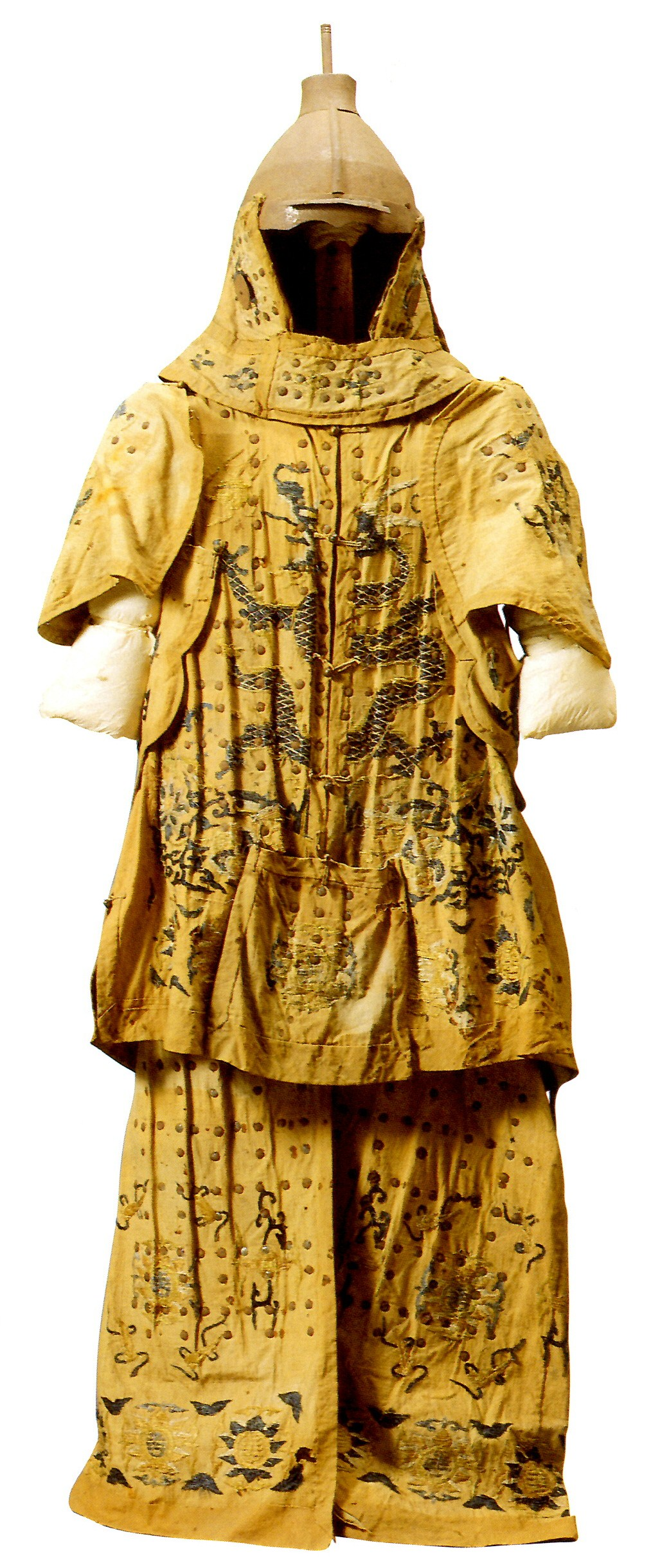
Хуяг бригантин
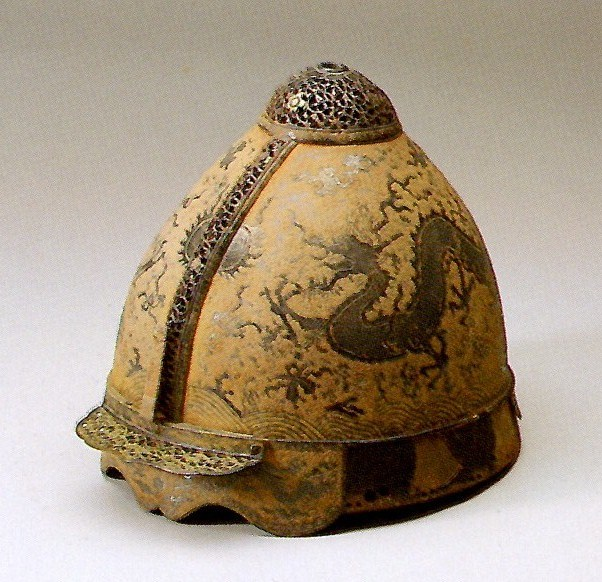
Хуяг шолом
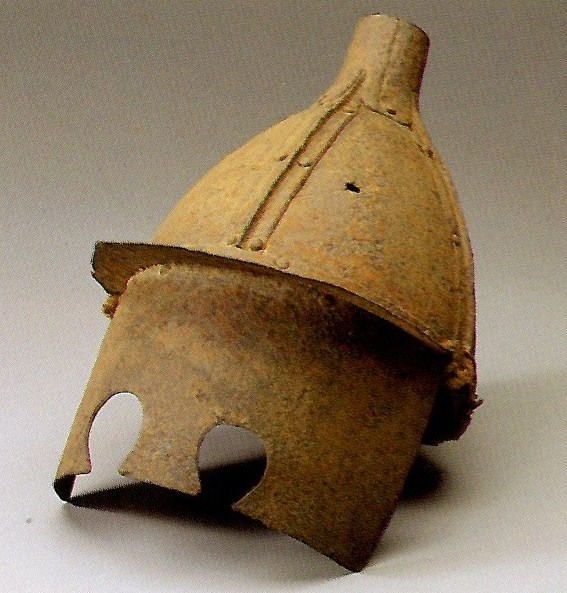
Хуяг шолом
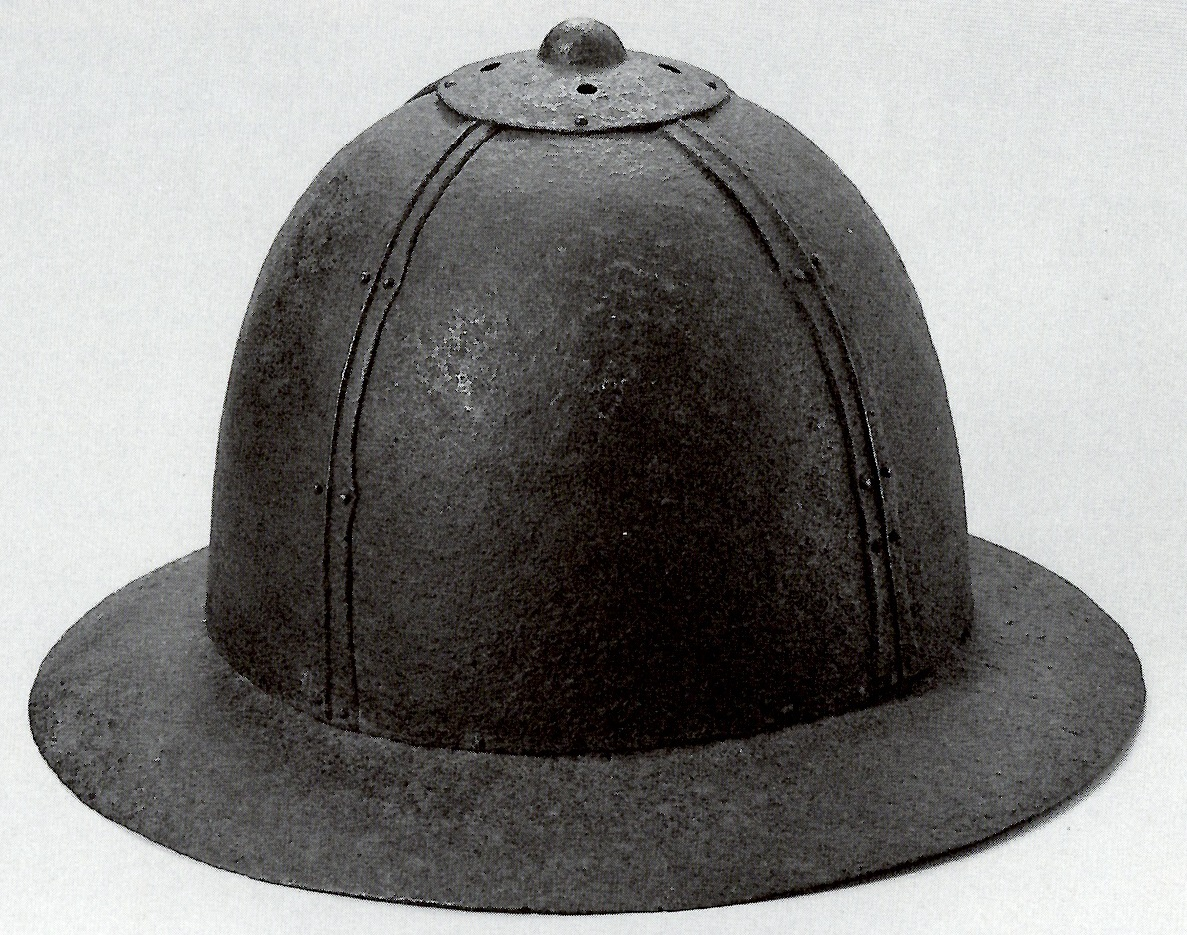
Хуяг шолом

## Див.також
- Тиляги
- «Тегиляй» — від монгольського «Дегель»
- Армія Монгольської імперії